# Mimoscorpius pugnator
Mimoscorpius pugnator är en spindeldjursart som beskrevs av Pocock 1894. Mimoscorpius pugnator ingår i släktet Mimoscorpius och familjen Thelyphonidae. Inga underarter finns listade i Catalogue of Life.